# 橘公清
橘 公清（たちばな の きみきよ）は、平安時代末期の武士。
官職は右馬允で、二条天皇の帯刀舎人を務めたのち讃岐国司・藤原季能の右衛府目代となった。
讃岐橘氏で後裔に橘公業がいる。父は従四位下下野守の橘公盛。

## 略歴
年代不明。二条天皇の帯刀舎人に就任。
仁安2年（1167）十月廿五日、父公盛の後任として讃岐国司・藤原秀能の目代右衛府に就任。
仁安2年目（1167）、讃岐国大内郡水主神社へ目代として参拝。
年代不明、父が下野国目代であったとき八田朝綱の妹を娶り、長男公頼が生まれる。
年代不明、氏家と号する。
年代不明、長男公頼が母方の伯父である朝綱の猶子になり、氏家の地を領して、氏家を名乗る。